# Vereinigung der hessischen Unternehmerverbände
Die Vereinigung der hessischen Unternehmerverbände (VhU) vertritt die branchenübergreifenden Interessen ihrer 85 Mitgliedsverbände in Hessen, in denen über 100.000 Unternehmen mit rund 1,5 Millionen Beschäftigten Mitglied sind. Sie hat ihre Landesgeschäftsstelle in Frankfurt am Main im Haus der Wirtschaft Hessen (HdWH) und sieben Geschäftsstellen in Hessen.

## Konzept

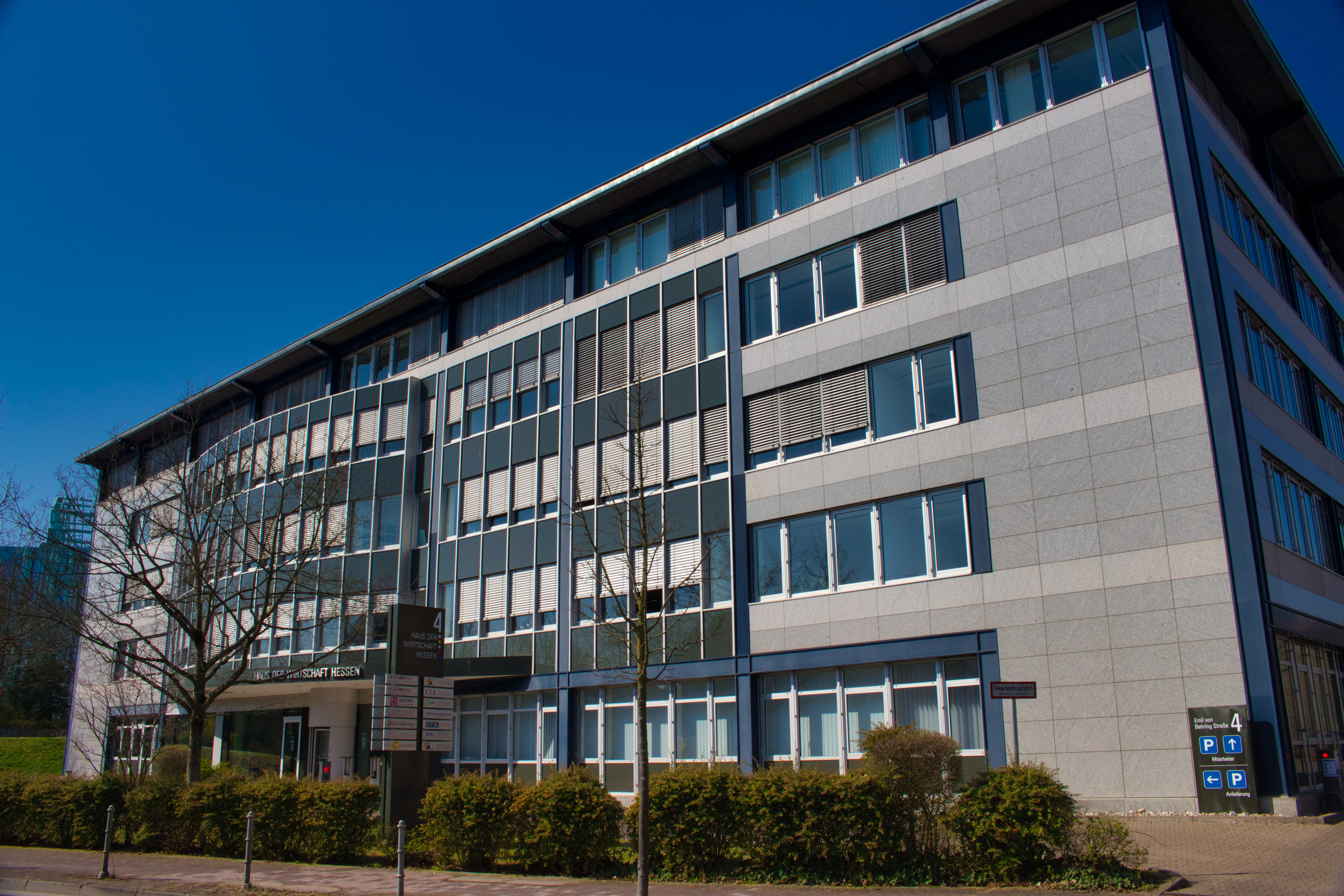
Haus der Wirtschaft Hessen im Frankfurter Mertonviertel, Sitz der VhU

Die VhU ist die Stimme der freiwillig organisierten hessischen Wirtschaft. Sie bündelt die gemeinsamen Anliegen ihrer Mitgliedsverbände. Sowohl für die Bundesvereinigung der deutschen Arbeitgeberverbände (BDA) als auch den Bundesverband der Deutschen Industrie (BDI) ist sie die Landesvertretung in Hessen. Die VhU ist überparteilich und arbeitet eng mit anderen großen gesellschaftlichen Organisationen wie Kirchen, Kammern, Gewerkschaften, Parteien, Sozial- und Umweltverbänden zusammen.

## Geschichte
Der Verband wurde am 21. Mai 1947 durch Zusammenschluss von acht sozialrechtlichen Fachgemeinschaften zur „Sozialrechtlichen Landesgemeinschaft der Arbeitgeber in Hessen“ gegründet. Im Jahr 1949 erfolgte die Namensänderung in „Arbeitsgemeinschaft der Arbeitgeberverbände“, am 1. Juli 1952 dann die Umbenennung in „Vereinigung der hessischen Arbeitgeberverbände e. V.“ Von da an traten auch die Vereinigungen des Handwerks, der Landwirtschaft und anderer Unternehmen in die Arbeitsgemeinschaft ein und neue zusätzliche Aufgaben entstanden, wie z. B. Übernahme der Selbstverantwortungsaufgaben in der Sozialversicherung und der Arbeitsverwaltung. Der Zweck der Vereinigung wandelte sich so in die Vertretung der gemeinsamen sozialpolitischen, arbeits- und sozialrechtlichen Interessen der Mitgliedsverbände. Am 28. Juni 1976 wurde die Vereinigung umbenannt in „Vereinigung hessischer Arbeitgeber und Wirtschaftsverbände e. V.“ (VhAW). Am 1. Juli 1981 nahm die Organisation den bis heute bestehenden Namen „Vereinigung der hessischen Unternehmerverbände e. V.“ (VhU) an.

## Aufgaben
Die VhU verfolgt das Ziel, die Attraktivität des Wirtschaftsstandorts Hessen zu steigern. Ihre Positionen berücksichtigen die Sicht der Anbieter und der Nachfrager nach Gütern und Dienstleistungen. Die Arbeit der VhU vollzieht sich in 17 Handlungsfeldern: Arbeitsmarktpolitik, Arbeitsrecht, Bau- und Immobilienpolitik, Berufliche Bildung, Bildungspolitik, Digitalpolitik, Energie- und Klimapolitik, Finanzpolitik, Gesellschaftspolitik, Medienpolitik, Soziale Sicherheit und Sozialpolitik, Tarifpolitik und Tarifrecht, Umweltpolitik, Verkehrs- und Logistikpolitik, Wirtschaftspolitik, Wissenschaftspolitik, Bildungswerk der hessischen Wirtschaft e. V. (BWHW-Gruppe).
Die arbeits- und sozialpolitische Betreuung der Mitgliedsverbände durch Information, Schulung und Beratung ist ein wesentlicher Bestandteil der Aufgaben der VhU. Außerdem ist die Vereinigung politische Interessenvertretung der hessischen Unternehmen und setzt sich für eine Vernetzung ein, darunter mit dem Hessischen Unternehmertag.

## Organisation
Präsident der Vereinigung ist Wolf Matthias Mang, Hauptgeschäftsführer ist Dirk Pollert. Die VhU hat ihre Landesgeschäftsstelle in Frankfurt am Main im Haus der Wirtschaft Hessen (HdWH) und sieben VhU-Geschäftsstellen in Hessen (Darmstadt/Südhessen, Hanau-Offenbach, Mittelhessen, Nordhessen, Osthessen, Rhein-Main-Taunus und Wiesbaden-Rheingau-Taunus).

## Bildungswerk der Hessischen Wirtschaft e. V.
Das Bildungswerk der Hessischen Wirtschaft e. V. (BWHW) wurde als Bildungsinstitution der VhU gegründet und beinhaltet sowohl gemeinnützige als auch gewerbliche Organisationen.
Das Bildungswerk unterstützt Unternehmen aller Branchen bei der Gewinnung von Fach- und Führungskräften, bei Personalentwicklung und Gestaltung betrieblicher Veränderungsprozesse sowie:
- öffentliche Institutionen (Agentur für Arbeit, Jobcenter, Kommunen etc.) oder Renten- und Unfallversicherungsträger bei der Gestaltung der Politikfelder Arbeitsmarkt, Bildung, Familie, Jugend, Soziales und Wirtschaft;
- Schulen, Lehrkräften, Schülerinnen und Schüler beim Übergang von der Schule in Ausbildung, Studium und Beruf;
- Systematische Lehrkräftefortbildungen mit Wirtschaftsbezug (Netzwerk Schule/Wirtschaft);
- Beschäftigte und Arbeitssuchende bei der Aus- und Weiterbildung;
- Integration von Zugewanderten durch Spracherwerb, beim Start ins Erwerbsleben;
- Eltern und Familien bei der Erziehung der Kinder und Pflege von Angehörigen sowie der Vereinbarkeit von Familie und Beruf.[6]